# Mistrzostwa Polski w Skokach Narciarskich 1989
64. Mistrzostwa Polski w Skokach Narciarskich – zawody o mistrzostwo Polski w skokach narciarskich, które odbyły się 1, 2 i 5 lutego 1989 na dwóch skoczniach: im. Zdzisława Hryniewieckiego w Szczyrku i Malince w Wiśle.
W konkursie indywidualnym na skoczni normalnej zwyciężył Jan Kowal, srebrny medal zdobył Bogdan Papierz, a brązowy – Zbigniew Klimowski. Na obiekcie dużym najlepszy okazał się Kowal przed Jarosławem Mądrym i Papierzem.
Konkurs drużynowy na dużej skoczni wygrał zespół WKS Zakopane w składzie: Jan Kowal, Zbigniew Klimowski i Jarosław Mądry.

## Wyniki

### Konkurs indywidualny na dużej skoczni (Wisła, 01.02.1989)
| Miejsce | Zawodnik           | Klub                   | Skok 1 | Skok 2 | Punkty |
| ------- | ------------------ | ---------------------- | ------ | ------ | ------ |
| 1.      | Jan Kowal          | WKS Zakopane           | 98,5   | 97,5   | 222,5  |
| 2.      | Jarosław Mądry     | WKS Zakopane           | 94,5   | 93,5   | 212,0  |
| 3.      | Bogdan Papierz     | Wisła-Gwardia Zakopane | 90,5   | 89,0   | 202,0  |
| 4.      | Zbigniew Klimowski | WKS Zakopane           | 88,5   | 87,0   | 196,5  |
| 5.      | Roman Groński      | Wisła-Gwardia Zakopane | 90,5   | 86,0   | 193,0  |
| 6.      | Stanisław Ustupski | Wisła-Gwardia Zakopane | 85,5   | 88,5   | 189,5  |
| 7.      | Ryszard Guńka      | Wisła-Gwardia Zakopane | 88,5   | 82,0   | 186,0  |
| 8.      | Robert Witke       | WKS Zakopane           | 83,0   | 87,0   | 185,5  |
| 8.      | Andrzej Malik      | LKS Skrzyczne Szczyrk  | 83,0   | 86,0   | 185,5  |

W konkursie wzięło udział 30 zawodników.

### Konkurs drużynowy na dużej skoczni (Wisła, 02.02.1989)
| Miejsce | Klub                         | Zawodnik                | Nota zespołu |
| ------- | ---------------------------- | ----------------------- | ------------ |
| 1.      | WKS Zakopane I               | Jan Kowal               | 617,0        |
| 1.      | WKS Zakopane I               | Zbigniew Klimowski      | 617,0        |
| 1.      | WKS Zakopane I               | Jarosław Mądry          | 617,0        |
| 2.      | Wisła-Gwardia Zakopane I     | Stanisław Ustupski      | 569,0        |
| 2.      | Wisła-Gwardia Zakopane I     | Ryszard Guńka           | 569,0        |
| 2.      | Wisła-Gwardia Zakopane I     | Roman Groński           | 569,0        |
| 2.      | Wisła-Gwardia Zakopane I     | Bogdan Papierz          | 569,0        |
| 3.      | LKS Skrzyczne Szczyrk I      | Zenon Węgrzynkiewicz    | 524,0        |
| 3.      | LKS Skrzyczne Szczyrk I      | Alojzy Moskal           | 524,0        |
| 3.      | LKS Skrzyczne Szczyrk I      | Jarosław Węgrzynkiewicz | 524,0        |
| 3.      | LKS Skrzyczne Szczyrk I      | Andrzej Malik           | 524,0        |
| 4.      | LKS Skrzyczne Szczyrk II     | Zdzisław Waluś          | 468,0        |
| 4.      | LKS Skrzyczne Szczyrk II     | Marek Tucznio           | 468,0        |
| 4.      | LKS Skrzyczne Szczyrk II     | Wacław Przybyła         | 468,0        |
| 4.      | LKS Skrzyczne Szczyrk II     | Zbigniew Malik          | 468,0        |
| 5.      | WKS Zakopane II              | b.d.                    | 446,0        |
| 6.      | Start Zakopane               | b.d.                    | 416,5        |
| 7.      | Wisła-Gwardia Zakopane II    | b.d.                    | 408,5        |
| 8.      | BBTS Włókniarz Bielsko-Biała | b.d.                    | 363,5        |

W konkursie wzięło udział 9 zespołów.

### Konkurs indywidualny na normalnej skoczni (Szczyrk, 05.02.1989)
| Miejsce | Zawodnik           | Klub                   | Skok 1 | Skok 2 | Punkty |
| ------- | ------------------ | ---------------------- | ------ | ------ | ------ |
| 1.      | Jan Kowal          | WKS Zakopane           | 83,5   | 88,0   | 225,4  |
| 2.      | Bogdan Papierz     | Wisła-Gwardia Zakopane | 79,0   | 78,0   | 210,4  |
| 3.      | Zbigniew Klimowski | WKS Zakopane           | 77,0   | 73,0   | 200,5  |
| 4.      | Jarosław Mądry     | WKS Zakopane           | 77,0   | 75,0   | 198,4  |
| 5.      | Ryszard Guńka      | Wisła-Gwardia Zakopane | 73,5   | 77,5   | 196,2  |
| 6.      | Roman Groński      | Wisła-Gwardia Zakopane | 77,5   | 75,0   | 195,5  |